# نانغ (سرخون)
نانغ (بالفارسية: نانگ) هي مستوطنة تقع في إيران في قسم سرخون الريفي. يقدر عدد سكانها بـ 442 نسمة .